# 1973.9.21 SHOW BOAT 素晴しき船出
『1973.9.21 SHOW BOAT 素晴しき船出』（1973.9.21 ショーボート すばらしきふなで）は、1974年1月15日に発売されたライブ・アルバム。

## 解説
1973年9月21日、東京・文京公会堂で行われたはっぴいえんどラスト・ライヴ“CITY-Last Time Around”は本来、大滝詠一がプロデュースする“ごまのはえ”改め“ココナツ・バンク”、松本隆がプロデュースする“ムーンライダース”。細野晴臣と鈴木茂による“キャラメル・ママ”が出演する合同コンサートとして企画されたが、“4人集まるのだからはっぴいえんどもやろう”ということになって急遽、既に解散していたはっぴいえんども出演することになり結果、「最後のステージを迎えたはっぴいえんど+α」という構図のライヴとなった。
イベント自体は三部構成で、第一部は、はっぴいえんどのメンバーがプロデュースを務め、風都市がこれから売り出そうとするアーティストのお披露目的意味合いのステージでこのライヴ当日、ショーボートからアルバムをリリースした南佳孝、吉田美奈子に加え、西岡恭蔵、ココナツ・バンクが順に登場。第二部では、はっぴいえんどのメンバーがそれぞれ取り組み始めていた新しい音を披露。シュガー・ベイブと小宮やすゆうをコーラスに加えた大滝詠一とココナツ・バンク。松本隆によるムーンライダース。細野晴臣と鈴木茂に林立夫と松任谷正隆からなるキャラメル・ママの順番。そして、第三部がはっぴいえんどのラスト・ライヴという構成。本盤はその中から第一部の吉田美奈子、南佳孝、ココナツ・バンク。第二部のムーンライダースの4組の演奏が収録されている。A-3南佳孝「摩天楼のヒロイン」はインストゥルメンタルで次曲「ピストル」と続けて演奏されている。
1980年7月5日、品番はそのままでジャケットを変えて再発された。

## 収録曲

### SIDE A
1. 風にさらわれて（南佳孝）
作詞・作曲 : 南佳孝
©73, CITY MUSIC INC.
2. 酔泥天使（南佳孝）
作詞・作曲 : 南佳孝
©73, CITY MUSIC INC.
3. 摩天楼のヒロイン（南佳孝）
4. ピストル（南佳孝）
作詞 : 松本隆、作曲 : 南佳孝
©73, CITY MUSIC INC.
5. 月夜のドライブ（ムーンライダース）
作詞・作曲 : 山本浩美
©73, CITY MUSIC INC.
後に鈴木慶一が新たに歌詞を書き、はちみつぱいのアルバム『センチメンタル通り』[注釈 5]に改めて収録された。
6. ベイビー・カムバック（ムーンライダース）
作詞 : 松本隆、作曲 : 鈴木博文
©73, CITY MUSIC INC.

### SIDE B
1. 日射病（ココナツ・バンク）
作詞・作曲 : 伊藤銀次
©73, CITY MUSIC INC.
伊藤によればクリーデンス・クリアウォーター・リバイバルの<プラウド・メアリー>のような曲が作りたいと思って作ったとし、歌詞はこの頃凝っていたナンセンス・ポップンロールみたいなものだという[1]。後に伊藤のソロとしてアルバム『NIAGARA TRIANGLE Vol.1』[注釈 6]収録に際し、新たな歌詞で再レコーディングされた。
2. 無頼横町（ココナツ・バンク）
作詞・作曲 : 伊藤銀次
©73, CITY MUSIC INC.
伊藤は「この曲は大滝さんと一緒にふざけながら作った曲だけど、当時好きだったワイアット・アープが出てくるおかしな曲ですね。ほとんど僕は何を考えていたのかわかりませんね。大滝さんも言ってたけど、何か不思議なことをやってたんじゃないかな」[1]という。
3. ねこ（吉田美奈子）
作詞・作曲 : 吉田美奈子
©73, CITY MUSIC INC.
4. 週末（吉田美奈子）
作詞・作曲 : 吉田美奈子
©73, CITY MUSIC INC.
5. 変奏（吉田美奈子）
作詞・作曲 : 吉田美奈子
©73, CITY MUSIC INC.

## クレジット
| <南佳孝>                   |
| 南佳孝 : Vocal, Piano      |
| Strings arranged by 矢野誠 |
|                            |

| <ムーンライダース> |   |                          |
| 山本浩美           | : | Vocals & Electric Guitar |
| 鈴木順             | : | Electric Guitar          |
| 鈴木博文           | : | Electric Bass            |
| 矢野誠             | : | Keyboards, Brass Arrange |
| 松本隆             | : | Drums & Produce          |
|                    |   |                          |

| <ココナツ・バンク>        |   |                        |
| 伊藤銀次                  | : | Vocal, Electric Guitar |
| 駒沢裕城                  | : | Steel Guitar           |
| 藤本雄志                  | : | Electric Bass          |
| 上原裕                    | : | Drums                  |
| シュガー・ベイブ : Chorus |   |                        |
| 大滝詠一                  | : | Produce                |
|                           |   |                        |

| <吉田美奈子>                                |
| 吉田美奈子 : Vocal, Piano & Strings Arrange |
| （Special Thanks to 福井峻、吉野金次）      |

| Produced by                          |
| WIND CORPORATION for CITY MUSIC INC. |
|                                      |
| Recorded at                          |
| BUNKYOH KOHKAIDOH                    |
|                                      |
| Recording & Remixed by               |
| 吉野金次                             |
|                                      |
| Remixed at                           |
| STONE AGE STUDIO                     |
|                                      |
| Art Directed by                      |
| 串田光弘                             |
|                                      |
| Management by                        |
| CITY MUSIC INC.                      |

## CD:SWAX-9

### 解説
1998年、初回限定BOX TYPEジャケットでCD化された。

### 収録曲
1. 風にさらわれて（南佳孝）
2. 酔泥天使（南佳孝）
3. 摩天楼のヒロイン（南佳孝）
4. ピストル（南佳孝）
5. 月夜のドライブ（ムーンライダース）
6. ベイビー・カムバック（ムーンライダース）
7. 日射病（ココナツ・バンク）
8. 無頼横町（ココナツ・バンク）
9. ねこ（吉田美奈子）
10. 週末（吉田美奈子）
11. 変奏（吉田美奈子）

### クレジット
- ライナーノーツ : 浜野サトル

## “CITY-Last Time Around”セットリスト
- 会場：文京公会堂
- 開場：18:00  開演：18:30
- 当日：1,200円  前売：1,000円
- 主催：風都市
- 司会：かまやつひろし、福岡風太

| 出演者                      | 曲目 | メンバー |
| --------------------------- | --- | --- |
| 南佳孝                      | 1. 風にさらわれて** 2. 酔泥天使** 3. 摩天楼のヒロイン** 4. ピストル** ※ライヴ盤収録曲                                                                        | 南佳孝 : Vocal, Piano 矢野誠 : Strings Arrange |
| 吉田美奈子                  | 1. ねこ** 2. 週末** 3. 変奏** ※ライヴ盤収録曲 | 吉田美奈子 : Vocal & Strings Arrange |
| 西岡恭蔵                    | 1. プカプカ 2. 春一番* 3. サーカスにはピエロが 4. 街行き村行き*                                                                                              | 西岡恭蔵 : Vocal, Acoustic Guitar 林敏明 : Drums 田中章弘 : Electric Bass 武川雅寛 : Violin 駒沢裕城 : Steel Guitar 岡田徹 : Piano 松田幸一 : Mouth Harp |
| ココナツ・バンク            | 1. 日射病** 2. 無頼横丁** 3. お早う眠り猫君*** 4. 冷たい女（布谷文夫 & ココナツ・バンク）*** ****                                                            | 伊藤銀次 : Vocal, Electric Guitar 駒沢裕城 : Steel Guitar 藤本雄志 : Electric Bass 上原裕 : Drums シュガー・ベイブ : Chorus 大滝詠一 : Produce |
| 大滝詠一 & ココナツ・バンク | CM作品フィルム上映：アシアシ〜サマーローション（手違いで他人の曲のフィルムが流れる）〜ココナツ・コーン 1. 空飛ぶ・ウララカ・サイダー* 2. ココナツ・ホリディ* | 大滝詠一 : Vocal, Electric Guitar 伊藤銀次 : Chorus, Electric Guitar 駒沢裕城 : Chorus, Steel Guitar 藤本雄志 : Electric Bass 上原裕 : Drums シュガー・ベイブ（山下達郎、大貫妙子、村松邦男）、小宮やすゆう : Chorus シンガーズ・スリー : Chorus 野口明彦、鰐川己久男 : Percussion |
| ムーンライダース            | 1. ベイビー・カム・バック** 2. 月夜のドライブ** 3. 大寒町 4. （曲目不詳）                                                                                    | 山本浩美 : Vocals & Electric Guitar 鈴木順 : Electric Guitar 鈴木博文 : Electric Bass 矢野誠 : Keyboards, Brass Arrange 松本隆 : Drums & Produce |
| キャラメル・ママ            | 1. アヤのバラード 2. CARAMEL RAG 3. さよなら通り三番地 4. 僕は一寸                                                                                           | 細野晴臣 : Electric Bass, Vocal 松任谷正隆 : Keyboards 林立夫 : Drums 鈴木茂 : Electric Guitar, Vocal |
| はっぴいえんど              | 1. 田舎道 2. 氷雨月のスケッチ* 3. 夏なんです* 4. はいからはくち* 5. 12月の雨の日* 6. かくれんぼ* 7. 抱きしめたい* アンコール 1. 春よ来い*                    | 大滝詠一 : Vocal, Guitar 細野晴臣 : Vocal, Electric Bass 鈴木茂 : Vocal, Electric Guitar 松本隆 : Drums 鈴木慶一 : Piano |

* 『ライブ!! はっぴいえんど』に収録
** 『1973.9.21 SHOW BOAT 素晴しき船出』に収録
*** 『MORE MORE NIAGARA FALL STARS “NIAGARA RARE MASTERS SERIES Vol.3”』（1981年12月2日発売 NIAGARA ⁄ CBS/SONY LP:00AH 1389）に収録
**** 『DAWN IN NIAGARA “NIAGARA RARE MASTERS SERIES Vol.4”』（1986年6月1日発売 NIAGARA ⁄ CBS/SONY CD:00DH 407）に収録